# Sciences des religions
Pour les articles homonymes, voir Science religieuse.
 (aout 2023).
Les sciences des religions sont un domaine des sciences humaines et sociales. L'expression est généralement usitée au pluriel. Il n'existe pas à proprement parler « une » science des religions, mais des approches pluridisciplinaires du religieux en sociologie, anthropologie, psychologie, philosophie, art et littérature, etc.
Les sciences religieuses sont les diverses sciences appliquées aux religions dans une option non théologique : philologie, linguistique, histoire littéraire, exégèse, sociologie, anthropologie, archéologie, etc.
La locution apparait en France en ce sens en 1885 avec la création de la cinquième section de l'école pratique des hautes études.
C'est l'histoire des religions qui est à l'origine d'un intérêt objectivant des traditions religieuses, et d'une certaine façon constitue la discipline mère de la tradition comparatiste des religions. La mise à distance historique a permis de traiter la diversité des faits religieux comme une réalité non polémique. Évitant toute folklorisation du religieux, d'autres disciplines analysent le fait religieux comme une réalité vivante spécifique, à la fois englobée et distincte des études culturelles.
La sociologie des religions est l'une des branches des sciences religieuses. Elle étudie aussi bien les aspects quantitatifs (comme la géographie) que la phénoménologie des religions (comme l'anthropologie le fait dans les sociétés premières). Elle n'a de rapports avec la théologie que pour éclairer la compréhension de certaines manifestations phénoménologiques.
Le droit et les sciences politiques peuvent également être associés aux sciences des religions lorsqu'il s'agit d'étudier comment les sociétés régulent, de façon très diverses, le fait religieux, allant du statut des institutions et des communautés croyantes à celui des exceptions de consciences individuelles voire des accommodements raisonnables.
Enfin, est posée la question de la place en sciences des religions d'une approche de théologies comparées, apte à élucider les invariants ou les singularités herméneutiques à l'interne de chaque tradition.